# Моносло (дворянский род)
Моносло (венг. Monoszló nemzetség) — старинный венгерский дворянский род.

## История
Предок рода получил поместье Моносло (ныне деревня Подравска Мославина, Хорватия) в графстве Крижевци Славония от короля Белы III. Там ему также было представлено право на мартурину, вид налога в Славонии, который собирался с высоко ценившихся в то время шкур куницы. Янош Карачонь писал, у него было четверо детей, по этому в 1231 году Моносло был разделён на четыре части в соответствии с договором о собственности. Один из представителей рода Макарий, служивший ишпаном графства Сольнок с 1192 по 1193 год. К 1196 году владел Сондом, графство Бач (ныне Сонта, Сербия), где женился на дочери Петера Дьера.

## Генеалогия
- - Макарий I[англ.] (1192-1196) — ишпан графства Сольнок (1192-1993)
    - Тамаш I (1202-1231) — ишпан графства Валко (1221), Бан Славонии (1228–1229)
      - Гергей II (1237-1256) — ишпан из графства Красо (1255 г.)
        - Эгид II  (1265–1313) — магистр казначейства (1270–1272; 1274–1275), бан Боснии (1273), бан Масо (1273); женился на Екатерине из рода Кёкеньес-Раднот.
          - дочь (ум. 1313) — вышла замуж за Филиппа Короги.
          - дочь (ум. 1313) — вышла замуж за Миклоша Аба.
          - дочь (1313-1334) — вышла замуж за Стефана II Борса.
          - дочь (ум. 1313) — вышла замуж за Миклоша Фельсолендваи.

        - Гергей III (1270–1291) — судья половцев (1269), ишпан графства Ваш (1270–1272; 1273–1274), женился на сестре королевы Елизаветы Куманской.
        - Петер II (1266–1307) — епископ Трансильвании (1270–1307)

      - Набут (1237–1283) — вышла замуж за Джеймса Хедера
      - дочь (ум. 1237)
      - дочь (ум. 1237)
      - дочь (ум. 1237)
      - Фома II (1237–1247)
        - Фома III (1256–1283)
          - Коса (ум. 1328)

        - Стефан II (1256–1293)
          - Миклош IV (1328–1338)
          - Стефан III Чупор (1328–1338) — предок семьи Чупор.

    - Миклош I (1217–1231)
    - Стефан I (1217–1231)
      - Макарий II (ум. до 1247)
        - сын (ум. до 1247)
        - Венис (1256 ) — вышла замуж за Мойса I[англ.]

    - Григорий I (ум. до 1231)
    - дочь (ум. до 1231)
    - дочь (ум. до 1231)
    - Эгид I (ум. 1231)
      - Петер I
        - Петер III (1247-1316)

    - Миклош II
      - Эндрю (1231-1247)
        - Миклош III (1256–1272) — королевский судья (1270–1272), конный мастер (1272)
          - Лоуренс (1283-1288)
          - Эгид III (1283-1288)

        - Кенез (1256-1257)